# Carthaea saturnioides
Carthaea saturnioides là một loài bướm đêm, và cũng là loài duy nhất trong họ Carthaeidae. Họ gần nhất với nó là Saturniidae và nó mang các đặc điểm tương tự với một số loài trong họ đó, như các đốm dạng mắt nổi trội tên các cánh. Sải cánh dài đến 10 cm. Nó phân bố hạn chế ở phần phía nam của Tây Úc.
Ấu trùng ăn Dryandra và các loài thân thảo liên quan như Banksia và Grevillea.